# Porost
Porost (posidonija, lat. Posidonia), biljni rod koji čini samostalnu porodicu (Posidoniaceae) unutar reda žabočunolike. Porost ili posidonija su morsko bilje koje je ime dobilo po grčkom bogu mora, Posejdonu, a nalazimo ga po Mediteranu i južnu i zapadnu obalu Australije.
Razlika između algi i porosta je ta što ona ima poput svih biljaka cvjetnica razvijen korijen, stabljiku, list i cvijet. Posidonija, oceanski porost ili voga kako je još zovu, najčešće se razmnožava vegetativno, a rjeđe spolnim putem – cvjetanjem. Livade posidonije u sredozemlju područja su velike biološke raznolikost, gdje se mrijesti i hrani preko 100 vrsta riba.
Plod je oblika masline, kad dozrije ispliva na površinu gdje ga raznosi more. Nakon nekoliko dana plod se raspukne i sjemenke podaju na dno. Rodu pripada 9 vrsta

## Vrste
1. Posidonia angustifolia Cambridge & J.Kuo
2. Posidonia australis Hook.f.
3. Posidonia coriacea Cambridge & J.Kuo
4. Posidonia denhartogii J.Kuo & Cambridge
5. Posidonia kirkmanii J.Kuo & Cambridge
6. Posidonia oceanica (L.) Delile
7. Posidonia ostenfeldii Hartog
8. Posidonia robertsoniae J.Kuo & Cambridge
9. Posidonia sinuosa Cambridge & J.Kuo

### Sinonimi
1. Posidonia robertsoniae J.Kuo & Cambridge = Posidonia ostenfeldii Hartog[4][5]